# Tjatterlori
Tjatterlori (Lorius garrulus) är en fågel i familjen östpapegojor inom ordningen papegojfåglar.

## Utseende och läten
Tjatterlorin är en 30 cm lång papegoja med huvudsakligen röd fjäderdräkt. På manteln kan ibland spår av gula fläckar synas. Näbben är orange, mörkare vid roten. Vingar och "lår" är mattgröna, medan den är gul på vingknogen och undre vingtäckarna. Stjärten har mörkgrön spets. Violetthalsad lori är mindre med rödsvarta vingar och violett hlaskrage. Lätet är ett distinkt och nasalt skri som ofta hörs i flykten. Även ett högljutt tvåstavigt läte hörs, ibland avgivet i serier från en exponerad sittplats.

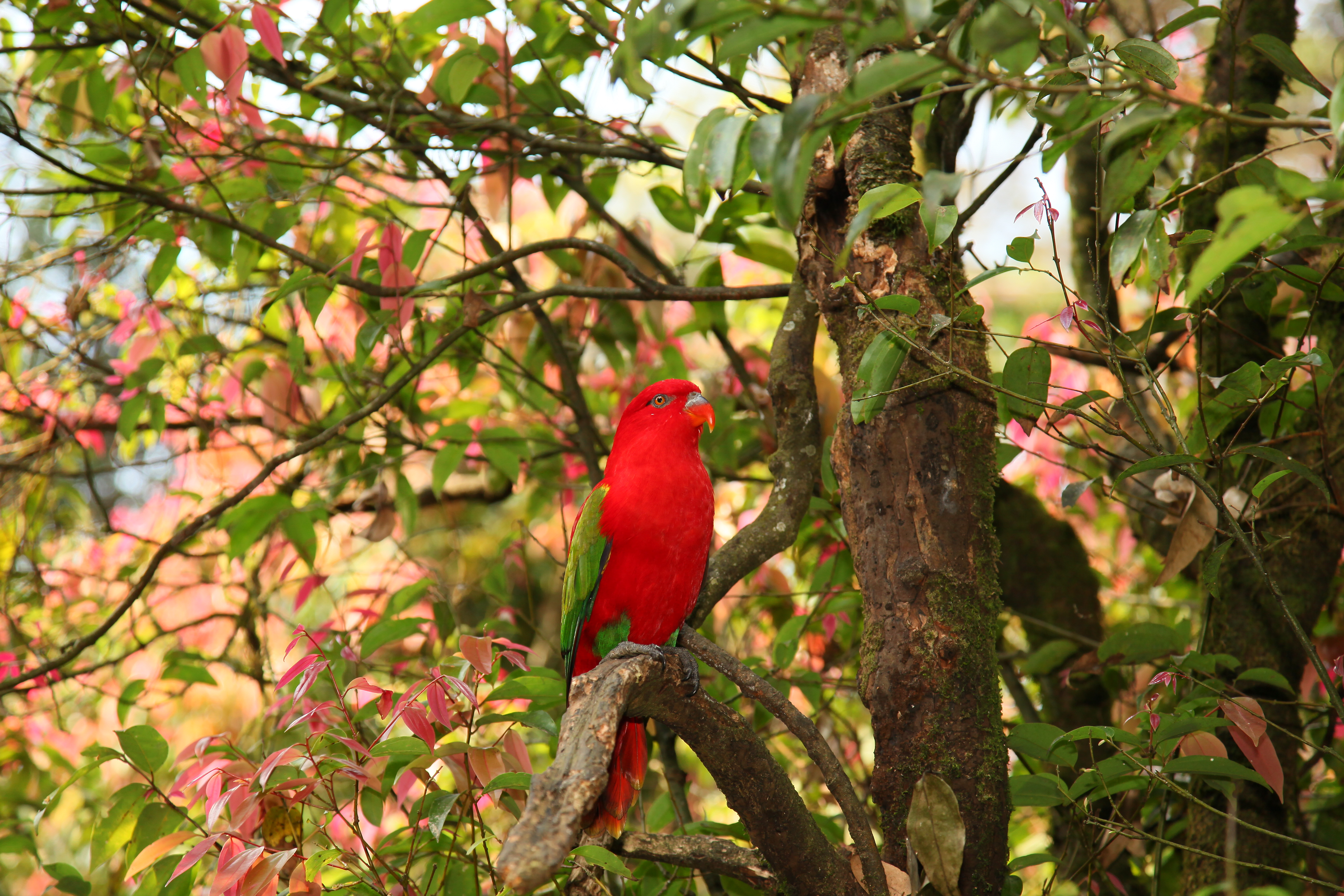

## Utbredning och systematik
Tjatterlori förekommer i norra Moluckerna och delas in i tre underarter med följande utbredning:
- Lorius garrulus morotaianus – förekommer på Morotai och Rau
- Lorius garrulus garrulus – förekommer på Halmahera, Widi och Ternate
- Lorius garrulus flavopalliatus – förekommer på Kasiruta, Bacan, Obi och Mandiole

## Status och hot
Tjatterlorin tros minska relativt kraftigt i antal till följd av habitatförlust och fångst för burfågelindustrin. Den är därför upptagen på internationella naturvårdsunionen IUCN:s röda lista över hotade arter, kategoriserad som sårbar (VU).